# Roberto Erpel Seguel
Roberto William Erpel Seguel (17 de diciembre de 1956) es un profesor y político chileno de origen judío, miembro de la Unión Demócrata Independiente (UDI). Entre julio de 2021 y marzo de 2022 se desempeñó como Delegado Presidencial de la Región de Arica y Parinacota.

## Estudios y vida personal
Egresó como profesor en Educación General Básica (EGB) de la Universidad de Chile.
Ha desarrollado una larga carrera docente, desempeñando cargos como profesor, docente-administrativo y directivo en distintos establecimientos educacionales y localidades de la Región de Arica y Parinacota.
Fue dirigente por tres períodos del Colegio de Profesores y presidente, por tres períodos también, de la Asociación de Profesores Independientes Gremialistas de Arica.
Está casado con Verónica Biaggini González, con quien tiene dos hijos y dos nietos.
Pertenece al partido político Unión Demócrata Independiente (UDI) donde ha desempeñado el cargo de presidente regional en dos periodos consecutivos (2012-2016).

## Trayectoria política
Fue director de Desarrollo Comunitario, Consejero Regional por nueve años y alcalde subrogante de la Municipalidad de Putre, además de asesor de Innovación y Articulación Curricular en la Dirección de Docencia del Centro de Formación Técnica de Tarapacá.
Desde marzo de 2018 hasta agosto de 2019, se desempeñó como Secretario Regional Ministerial de Desarrollo Social y Familia en la Región de Arica y Parinacota.